# Los-von-Rom-Bewegung

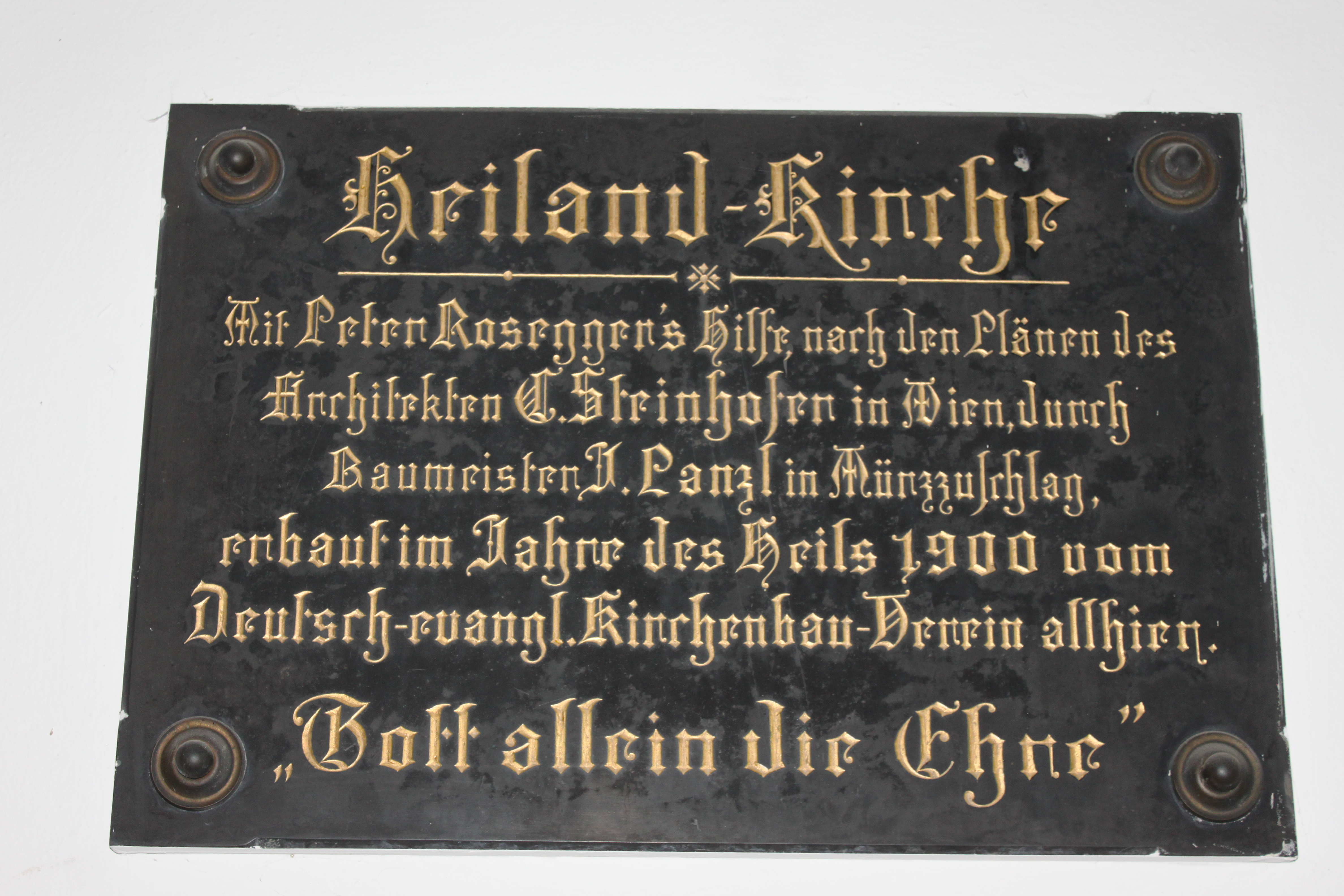
Gedenktafel im Vorraum der Heilandskirche in Mürzzuschlag

Die Los-von-Rom-Bewegung war eine zu wesentlichen Teilen politisch motivierte Strömung in Österreich um 1900, die die Förderung des Konfessionswechsels von der katholischen zur evangelischen oder altkatholischen Konfession zum Ziel hatte. Sie wurde von deutschnationalen Kräften getragen. Die Parole Los von Rom wurde von dem Medizinstudenten Theodor Georg Rakus (später Arzt und königlich schwedischer Vizekonsul in Salzburg), einem Weggefährten von Georg von Schönerer, geprägt.

## Der Hintergrund: großdeutsche und deutschnationale Ideen
Seit den Zeiten der Gegenreformation unter den Habsburgern war Österreich ein fast ausschließlich katholisches Land. Die Protestanten machten nur eine verschwindende Minderheit aus. Nur einige kryptoprotestantische Gemeinden hatten die Jahrhunderte der Gegenreformation überstanden. Erst mit dem Toleranzpatent von Kaiser Joseph II. von 1781 wurde Reformierten und Lutheranern die Religionsausübung von staatlicher Seite aus wieder gestattet.
Nach der deutschen Reichsgründung 1871 und der damit vollzogenen „kleindeutschen Lösung“, d. h. der Einigung Deutschlands unter der Führung Preußens unter Ausschluss Österreichs, blieben viele Österreicher weiterhin „großdeutschen“ Ideen verbunden. Die Deutschnationalen erstrebten eine enge politische Anbindung an das Deutsche Reich und zum Teil sogar die vollständige Auflösung der Habsburgermonarchie und den Anschluss der von Deutschen besiedelten Teile an das Deutsche Reich.
Ein führender Vertreter dieser politischen Richtung war Georg Ritter von Schönerer. Im Linzer Programm von 1882 stellten die Deutschnationalen die Parole „nicht liberal, nicht klerikal, sondern national“ auf und wandten sich sowohl gegen die Juden als auch gegen den politischen und gesellschaftlichen Einfluss der katholischen Kirche, die seit alters her eine wesentliche Stütze der Habsburgerherrschaft gewesen war.

## Der Auslöser: die Badenischen Sprachverordnungen
| Jahr     | Übertritte zwischen den Kirchen | Übertritte zwischen den Kirchen |
| Jahr     | von katholisch nach evangelisch | von evangelisch nach katholisch |
| -------- | ------------------------------- | ------------------------------- |
| 1899     | 06.047                          | 0.675                           |
| 1900     | 04.699                          | 0.705                           |
| 1901     | 06.299                          | 0.830                           |
| 1902     | 04.247                          | 0.928                           |
| Zusammen | 21.292                          | 3.138                           |

Den Bruch mit der katholischen Kirche förderten die 1897 erlassenen Sprachverordnungen des Ministerpräsidenten Graf Badeni. Diese sahen vor, dass alle Beamten in den Kronländern Böhmen und Mähren zweisprachig (deutsch/tschechisch) sein sollten. Diese Verordnung wurde von den Deutschnationalen heftig bekämpft, fand jedoch die Unterstützung der österreichischen „Katholischen Volkspartei“ sowie vieler tschechischer katholischer Geistlicher. Ein von den Deutschnationalen in Wien abgehaltener „Deutscher Volkstag“ forderte daraufhin zum Austritt aus der katholischen Kirche auf, und Schönerer und seine Gesinnungsgenossen prägten die Parole Los von Rom! Die Konversionsbewegung wurde von evangelischen Organisationen aus Deutschland unterstützt, insbesondere vom Gustav-Adolf-Verein und vom Evangelischen Bund (bis zur Einstellung der Unterstützung 1905).
Von Januar 1898 bis März 1900 traten mehr als 10.000 Österreicher aus der katholischen Kirche aus, und bis zum Beginn des Weltkrieges 1914 wurden 65.000 Übertritte zur evangelischen Konfession und mehr als 20.000 Übertritte zur altkatholischen Kirche registriert, so dass viele neue protestantische Pfarrstellen eingerichtet werden mussten. Das Hauptgebiet der Bewegung war Böhmen, mit den Übertrittsgemeinden Saaz, Turn (heute Stadtteil von Teplitz, 2000 Übertritte), Komotau, Trautenau, Karbitz, Klostergrab, Dux, Trebnitz, Haida, u. a. m.
Sicher waren jedoch nicht alle Übertritte der „Los-von-Rom“-Kampagne zuzuschreiben, sondern es gab auch Unzufriedenheit mit der katholischen Kirche im Allgemeinen. Die Gegenmaßnahmen der katholischen Kirche begannen zögerlich; erst ab 1902 erfolgten größer angelegte Pressekampagnen und administrative Maßnahmen, um die Konversionsbewegung einzudämmen.
Die Konversionsbewegung ergriff auch das benachbarte Deutsche Reich, wo es zu einer deutlichen Steigerung der Übertritte zur evangelischen Kirche kam. Besonders im Königreich Sachsen war diese Strömung ausgeprägt.
Die Los-von-Rom-Bewegung hatte auch zur Folge, dass die evangelische Kirche in Österreich einen gewissen deutschnationalen Einschlag bekam. Schon zuvor hatten sich viele österreichische Protestanten stark am protestantisch-preußisch dominierten Deutschen Reich orientiert. Diese Tendenz wurde durch die Konversionsbewegung noch verstärkt.